# Taureau crétois
 (août 2009).
Si vous disposez d'ouvrages ou d'articles de référence ou si vous connaissez des sites web de qualité traitant du thème abordé ici, merci de compléter l'article en donnant les références utiles à sa vérifiabilité et en les liant à la section « Notes et références ».
Dans la mythologie grecque, le taureau crétois est une créature fantastique. Sa capture fait l'objet du septième travail d'Héraclès.

## Mythe
Ce taureau crétois est assimilé, selon les auteurs, soit au taureau blanc offert par Poséidon à Minos pour être sacrifié, mais qui fut épargné par Minos et dont Pasiphaé tomba amoureuse (avec qui elle conçoit le Minotaure), soit à celui dont Zeus prit la forme pour enlever Europe et l'amener en Crète. 
Dans la première version, Poséidon se vengea en rendant le taureau furieux et en lui faisant dévaster les terres de Crète. Héraclès reçut pour tâche de le capturer vif (le septième de ses douze travaux) : il y parvint en sautant sur lui et en lui saisissant les cornes. Il revint en Grèce sur le dos de l'animal à travers la mer qui sépare la Crète de Tyrinthe en Argolide, dont le roi est Eurysthée. Celui-ci, ayant vu l'animal, le relâcha : le taureau erra un temps à travers la Grèce et s'installa finalement près de Marathon. Là, il se rendit coupable de plusieurs méfaits, avant d'être terrassé par Thésée. Selon Plutarque, Thésée maîtrise le taureau et l'exhibe à Athènes, puis le sacrifie à Apollon Delphinien.

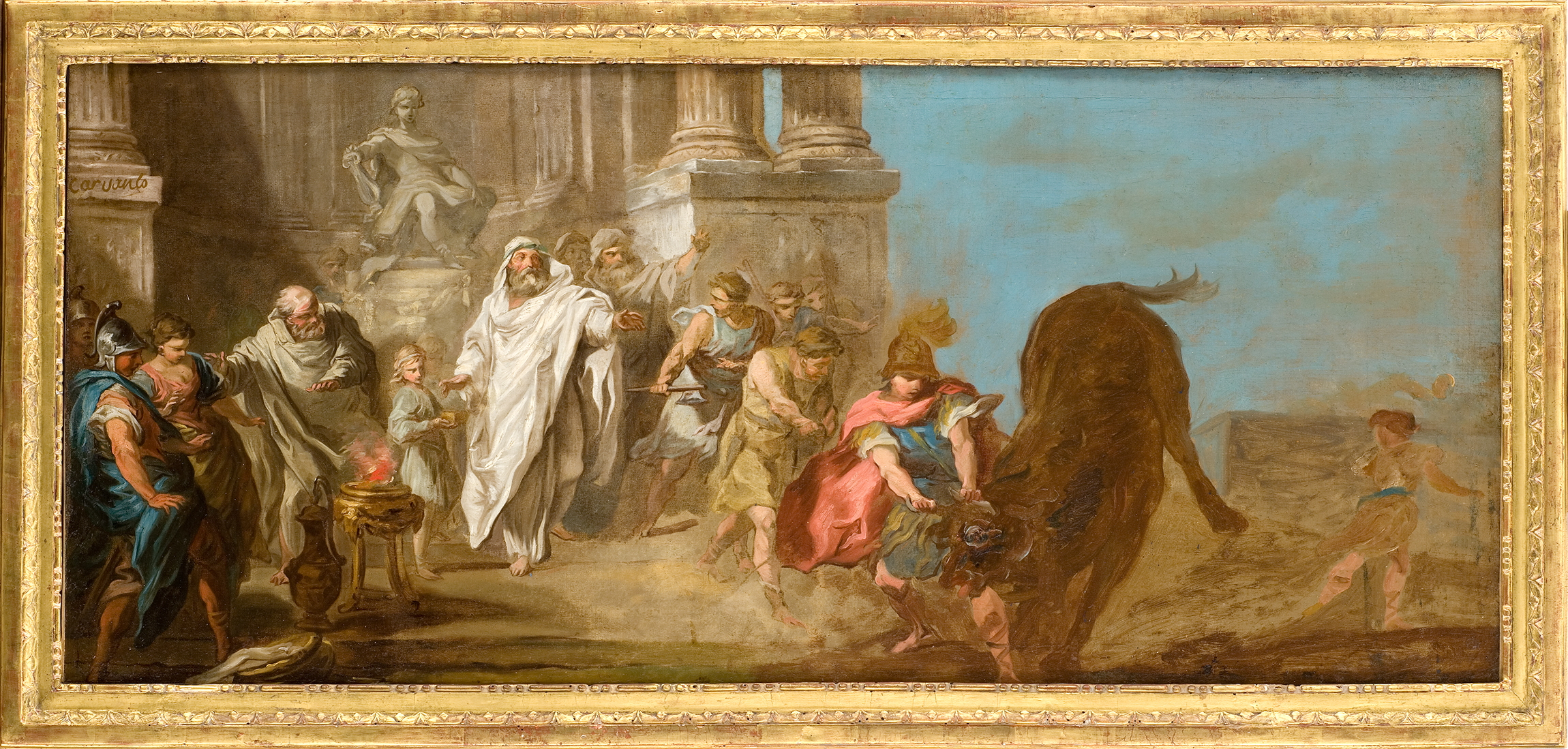
Thésée après avoir vaincu le taureau de Marathon, esquisse par Carle van Loo (ca. 1745). Musée Fabre, Montpellier.

## Postérité

### Littérature
- Le Taureau de l'île de Crète, nouvelle policière d'Agatha Christie.

### Jeux vidéo
Dans Assassin's Creed Odyssey (2018), une série de quêtes secondaires propose au joueur d'affronter plusieurs animaux légendaires, dont le taureau crétois, dans la plaine de Messará.

## Sources bibliographiques
- Plutarque, Vies parallèles, Paris, Gallimard, 2001, 2304 p. (ISBN 9782070737628).